# Bartolomeo Ferratini
Bartolomeo Ferratini, o Farrattini (Amelia, 1534 – Roma, 1º novembre 1606), è stato un cardinale italiano.

## Biografia
Nacque nel 1534.
Vescovo di Amelia dal 9 ottobre 1562, papa Paolo V lo elevò al rango di cardinale nel concistoro dell'11 settembre 1606.
Morì il 1º novembre 1606 all'età di 72 anni.